# Chrysopa dichroa
Chrysopa dichroa är en insektsart som beskrevs av Navás 1923. Chrysopa dichroa ingår i släktet Chrysopa och familjen guldögonsländor. Inga underarter finns listade i Catalogue of Life.